# 爱德华·阿普尔顿
爱德华·阿普尔顿爵士，GBE，KCB，FRS（英語：Sir Edward Appleton，1892年9月6日—1965年4月21日），英国物理学家，放射物理学先驱，1947年诺贝尔物理学奖得主。曾任爱丁堡大学校长，英国国家物理实验室主任，国际无线电科学联盟主席。

## 生平
他长期从事大气层物理性质的研究，1926年发现高度约为150英里（241千米）的电离层，后被命名为阿普顿层，1947年获得诺贝尔物理学奖。他的发现证实了电离层的存在，并直接导致了雷达的发明。英国国家卢瑟福－阿普尔顿实验室（RAL）以他命名。